# Шорт-трек на зимней Универсиаде 2017
Соревнования по шорт-треку в рамках зимней Универсиады 2017 года прошли с 4 по 7 февраля в казахстанском городе Алматы. Спортсмены разыграли  8 комплектов наград. Победу в медальном зачёте одержали спортсмены Южной Кореи.

## Правила участия
В соответствии с Положением FISU, конькобежцы должны соответствовать следующим требованиям для участия во Всемирной универсиаде (статья 5.2.1):
- До соревнований допускаются студенты обучающиеся в настоящее время в высших учебных заведениях, либо окончившие ВУЗ не более года назад.
- Все спортсмены должны быть гражданами страны, которую они представляют.
- Участники должны быть старше 17-ти лет, но младше 28-ми лет на 1 января 2017 года (то есть допускаются только спортсмены родившиеся между 1 января 1989 года и 31 декабря 1999 года).

Все виды программы проводятся и судятся по международным правилам проведения соревнований по шорт-треку.
Программа настоящих игр по сравнению с предыдущими не изменилась, были также разыграны восемь комплектов наград. Все дисциплины повторяют программу прошлой Универсиады. Личное первенство и мужчины и женщины разыграли на дистанциях 500, 1000 и 1500 метров. Также прошли женская (3000 метров или 27 кругов) и мужская (5000 метров или 45 кругов) эстафеты

## Результаты

### Мужчины
| Дисциплина            | Золото                                            | Золото   | Серебро                                                                | Серебро  | Бронза                                                                            | Бронза   |
| --------------------- | ------------------------------------------------- | -------- | ---------------------------------------------------------------------- | -------- | --------------------------------------------------------------------------------- | -------- |
| 500 метров Протокол   | Ким До Гём · Республика Корея                     | 40.589   | Абзал Ажгалиев · Казахстан                                             | 40.914   | Денис Никиша · Казахстан                                                          | 40.795   |
| 1000 метров Протокол  | Лим Гён Вон · Республика Корея                    | 1:25.912 | Пак Чи Вон · Республика Корея                                          | 1:26.638 | Денис Никиша · Казахстан                                                          | 1:28.189 |
| 1500 метров Протокол  | Пак Чи Вон · Республика Корея                     | 2:18.963 | Ким До Гём · Республика Корея                                          | 2:27.222 | Нурберген Жумагазиев · Казахстан                                                  | 2:26.425 |
| 5000 метров, эстафета | Китай · Чэнь Гуан · Чжан Хунчао · Юй Вэй · Сюй Фу | 7:04.443 | Россия · Андрей Михасёв · Кирилл Шашин · Артём Денисов · Тимур Захаров | 7:04.551 | Казахстан · Денис Никиша · Абзал Ажгалиев · Нурберген Жумагазиев · Айдар Бекжанов | 7:13.799 |

### Женщины
| Дисциплина                     | Золото                                                              | Золото   | Серебро                                              | Серебро  | Бронза                                                                         | Бронза   |
| ------------------------------ | ------------------------------------------------------------------- | -------- | ---------------------------------------------------- | -------- | ------------------------------------------------------------------------------ | -------- |
| 500 метров Протокол            | Цзан Ицзэ · Китай                                                   | 43.899   | Сюй Айли · Китай                                     | 43.976   | Ким А Ран · Республика Корея                                                   | 43.827   |
| 1000 метров Протокол           | Сон Гак Ён · Республика Корея                                       | 1:32.608 | Сюй Айли · Китай                                     | 1:32.501 | Аямэ Накано · Япония                                                           | 1:35.503 |
| 1500 метров Протокол           | Сон Гак Ён · Республика Корея                                       | 2:30.758 | Ким А Ран · Республика Корея                         | 2:27.568 | Моэми Кикути · Япония                                                          | 2:27.507 |
| 3000 метров, эстафета Протокол | Республика Корея · Ким А Ран · Но До Хи · Сон Гак Ён · Хван Гён Сон | 4:13.630 | Китай · Цзан Ицзэ · Сюй Айли · Чжан Сиян · Сунь Инин | 4:13.369 | Казахстан · Ким Йонг А · Анастасия Крестова · Анита Нагай · Мадина Жанбусинова | 4:18.369 |

## Медальный зачёт в шорт-треке
| Место | Страна           |   |   |   | Всего |
| ----- | ---------------- | - | - | - | ----- |
| 1     | Республика Корея | 6 | 2 | 1 | 9     |
| 2     | Китай            | 2 | 3 | 0 | 5     |
| 3     | Казахстан        | 0 | 2 | 5 | 7     |
| 4     | Россия           | 0 | 1 | 0 | 1     |
| 5     | Япония           | 0 | 0 | 2 | 2     |